# Elżbieta Korowiecka
Elżbieta Korowiecka z domu Świstuń (ukr. Ельжбета Ришардівна Коровецька; ur. 6 sierpnia 1962 roku we Lwowie) – działaczka polskiej mniejszości narodowej na Ukrainie, prezeska Federacji Organizacji Polskich na Ukrainie. 

## Życiorys
Urodziła się w rodzinie od pokoleń mieszkającej we Lwowie. Jej dziadek Franciszek Lempart walczył w obronie Lwowa, był odznaczony orderem Virtuti Militari.
Ukończyła Szkołę Średnią nr 10 we Lwowie oraz Instytut Poligraficzny uzyskując dyplom inżyniera. Jako uczennica angażowała się w działalności pozalekcyjne – występowała m.in. jako aktorka szkolnego teatrzyku „Baj”. Po ukończeniu Instytutu Poligraficznego pracowała jako ekonomistka. 
Od 2000 roku działała w Federacji Organizacji Polskich na Ukrainie, pełniąc funkcje sekretarza biura we Lwowie oraz członka zarządu. W grudniu 2021 roku na nadzwyczajnym sejmiku federacji została wybrana jej prezesem. 
Odznaczona m.in. tytułem Zasłużony dla Kultury Polskiej.